# شريفة زيتون
شريفة زيتون (26 سبتمبر 1952 -) هي ممثلة مصرية.

## حياتها ومشوارها الفني
طهرت زيتون في الثمانينيات من القرن العشرين ، وبدأت مشوارها الفني بأدوار صغيرة ، كان من أبرزها دور الراقصة المخطوفة في فيلم "الغول" مع النجمين : عادل إمام ، وفريد شوقي. امتد مشوارها الفني من أواخر الثمانينيات وحتي أواخر التسعينيات من القرن العشرين ، قدمت خلالها العديد من الأعمال الفنية ، حوالي (20) عمل فني تنوعت ما بين التلفزيون والسينما والمسرح ، ولكنها اختفت بعد ذلك تماماً عن عالم الفن وانقطعت اخبارها ، آخر أعمالها الفنية كان مسلسل "البحث عن السعادة".

## أعمالها الفنية[4][5]

### المسلسلات

- البحث عن السعادة 1985م.
- الخليل بن أحمد 1984م
- غريب علي الطريق 1984م
- زهور وأشواك 1983م
- أبواب المدينة (ج1) 1981م
- الشك 1981م
- دموع في عيون وقحة 1980م
- عيون 1980م
- الرجل الذي أحبه 1979م
- المغسدون في الأرض 1973م
- الدنيا الجديدة
- المشهد الأخير

### المسرحيات

- زيارة بعد نص الليل.
- لو كنت حليوه.

### - الأفلام
- أرجوك اعطني هذا الدواء 1984م
- شوارع من نار 1984م.
- الراجل الذي باع الشمس 1983م.
- الغول 1983م
- بذور الشك 1982م.
- استقالة عالمة ذرة 1980م